# Matic Rebec
Matic Rebec (Postojna), 24 de janeiro de 1995) é um basquetebolista profissional esloveno que atualmente defende o Enisey na Liga Unida Russa.